# Fuegotrophon
Fuegotrophon là một chi ốc biển, là động vật thân mềm chân bụng sống ở biển thuộc họ Muricidae, họ ốc gai.

## Các loài
Các loài thuộc chi Fuegotrophon bao gồm:
- Fuegotrophon amettei (Carcelles, 1946)[2]
- Fuegotrophon malvinarum (Strebel, 1908)[3]
- Fuegotrophon pallidus (Broderip, 1833)[4]